# Paramisophria spooneri
Paramisophria spooneri är en kräftdjursart som beskrevs av Krishnaswamy 1959. Paramisophria spooneri ingår i släktet Paramisophria och familjen Arietellidae. Inga underarter finns listade i Catalogue of Life.